# بيتر أوبراين (عالم الكتاب المقدس)
بيتر أوبراين (بالإنجليزية: Peter O'Brien)‏ هو عالم الكتاب المقدس أسترالي، ولد في 11 يونيو 1935.